# Фредди Уилл
Фредди Уилл (англ. Freddy Will, настоящее имя Wilfred Kanu Jr.) — американский бизнесмен, писатель, музыкальный руководитель и записывающий художник сьерра-леонского происхождения.

## Биография
Он начал свою карьеру в Торонто, Канада, смешивая хип-хоп с джазом, калипсо, дэнсхоллом, r & b и афробитом. Он пишет книги в жанрах истории, философии, биографии, журнала, поэзии, личностного развития и художественной литературы. Он наиболее известен своей номинацией на «Грэмми» за альбом «Здоровая пища для размышлений: достаточно хорошего для еды», став первым музыкантом и автором Сьерра-Леоне, его почтовых марок Сьерра-Леоне ограниченным тиражом. Он также известен своим. «City Boy» (2008), «Providence feat. Carvin Winans» (2009), «Endurance» (2010), «2 Passports» (2014) и «Carnival feat. DeLee» (2017).). Он сотрудничал с лауреатами премии Juno и канадскими джазовыми музыкантами Эдди Булленом и Liberty Silver, лауреатом премии Грэмми Карвином Винансом и суперзвездами Сьерра-Леоне Као Денеро, Solo’s Beat и King Boss Laj.

## Литературное, музыкальное и театральное влияние
В интервью удостоенному наград ганскому журналисту Джефферсону Саки Фредди Уилл сказал, что начал заниматься музыкой в церкви. Он назвал Kool Moe Dee, LL Cool J., Queen Latifah, Ice-T, Naughty by Nature, легендарного рэпера Сьерра-Леоне Jimmy B, Dr. Дре, Тупак Шакур, Scarface, Snoop Dogg, The Notorious BIG, Nas, The Luniz и The LOX как некоторые из его ранних влияний на хип-хоп. Он любит все жанры музыки, включая классику, поп, индийскую музыку и музыку зук. В области литературы он назвал своего отца, Джона Гришема, Уильяма Шекспира, Лэнгстона Хьюза, Карисса Кросби, Майю Анжелу и романы Пейссеттера своими ранними вдохновителями. Идрис Эльба, Дороти Дендридж, Дензел Вашингтон, Айс Кьюб, Сисели Тайсон, Джон Синглтон, Филисия Рашад, Мариса Томей, Джим Керри и Спайк Ли оказали на него влияние в театре и кино.

## Грэмми
В 2010 году Фредди Уилл написал и исполнил песню для детского альбома, номинированного Академией звукозаписи на премию Грэмми. В результате он был номинирован на премию «Грэмми». Эта номинация сделала Фредди Уилла первым хип-хоп артистом Сьерра-Леоне, который работал над музыкальным произведением, номинированным на эту награду. Джим Краверо, Паула Лиззи, Стив Пуллара и Кевин Маки из звукозаписывающей компании Восточного побережья подготовили сборник музыки и устной речи.
Фредди Уилл написал и исполнил песню "Future", которая вошла во второй альбом альбома. «Здоровое питание для размышлений: достаточно хорошего, чтобы поесть» - это благотворительный альбом, содержащий послания родителям и детям о здоровом питании. Над ней работали выдающиеся исполнители музыки и устной речи, авторы детских книг, повара. Среди выдающихся художников - Моби, Джулиан Леннон, Джессика Харпер, Эми Оти, Сара Хикман, Том Чапин и Рассел Симмонс (и это лишь некоторые из них). Альбом был номинирован на премию "Лучший детский словесный альбом для детей".

## Дискография
Микстейп
- Stay True - (2006)

Студийные альбомы
- While I'm Still Young – The Talking Drums - (2008)
- Dark Horse from Romarong – a city of kings - (2010)
- Laboramus Exspectantes Vol. 1 - (2014)

Сборники альбомов
- While I'm Still Young -The Talking Drums 1.2v - (2009)
- Views From the 7 - (2017)
- African Black: The Unreleased Anthems & Ballads - (2020)

Э. П.
- City of Kings: RELOADED - (2012)

Альбомы в соавторстве
- Healthy Food for Thought: Good Enough to Eat - (2010)

### Романы
- My Book of Chrymes - (ISBN 0-981-21601-3) Выпущена 11 августа 2009 г.
- The Dark Road from Romarong - (ISBN 1-926-87609-1) выпущена 10 октября 2010 г.
- Hip Hop Kruzade – Path of a Legend - (ISBN 1-926-87650-4), опубликованный 22 ноября 2014 г.
- The Sandmann's Journal Vol. 1 - r. (ISBN 1-483-57305-2), опубликованный 6 июня 2016 г.
- The Sandmann's Journal Vol. 2 - (ISBN 978-1-483-58654-0), опубликованный 15 ноября 2016 г.
- The Sandmann's Journal Vol. 3 - (ISBN 978-1-644-40966-4), опубликованный 8 августа 2018 г.
- The Sandmann's Journal Vol. 4 - (ISBN 978-1-644-67715-5), опубликованный 10 октября 2018 г.
- The Sandmann's Journal Vol. 5 - (ISBN 978-1-645-16095-3), опубликованный 5 марта 2019 г.
- The Sandmann's Journal Vol. 6 (ISBN 978-1-648-26437-5), опубликованный 22 февраля 2020 г.
- The Sandmann's Journal Vol. 7 (ISBN 979-8-891-21460-6), опубликованный 22 февраля 2022 г.
- My Book of Chrymes (Definitive Edition) - (ISBN 979-8-892-69294-6) опубликованный 11 январь 2024 г.
- The Dark Road from Romarong (Definitive Edition) - (ISBN 979-8-892-98094-4) опубликованный 25 январь 2024 г.
- Hip Hop Kru Zade – Path Beyond Clichés - (ISBN 979-8-893-72905-4), опубликованный 21 февраль 2024 г.
- Crime Rhymez - r. (ISBN 979-8-894-43841-2), опубликованный 25 Апрель 2024 г.
- Theatre, Dance, & Poetry - (ISBN 979-8-894-80466-8), опубликованный 10 Июнь 2024 г.
- Brazenitout - (ISBN 979-8-895-89679-2), опубликованный 13 Сентябрь 2024 г.
- Brazenitout 2 - (ISBN 979-8-896-60864-6), опубликованный 17 ноябрь 2024 г.
- Brazenitout 3 - (ISBN 979-8-89901-019-4), Опубликовано 4 апреля 2025 года г.
- Brazenitout 4 - (ISBN 979-8-89852-867-6), Опубликовано 3 июля 2025 года г.